# Викторино, Маурисио
Маури́сио Берна́рдо Виктори́но Данси́лио (исп. Mauricio Bernardo Victorino Dansilio; род. 11 октября 1982[…], Монтевидео) — уругвайский футболист, игравший на позиции защитника. Выступал в сборной Уругвая.

## Биография
Маурисио Викторино начал карьеру в клубе «Пласа Колония» в 2004 году. Уже спустя год его приобрёл «Насьональ» и всего за два года он успел дважды стать чемпионом Уругвая, будучи одним из ключевых игроков в обороне команды. В 2006 году он впервые был вызван в сборную Уругвая и сыграл в её составе два товарищеских матча против сборной Венесуэлы.
В сезоне 2006/2007 выступал за мексиканский «Веракрус», после чего вернулся в «Насьональ». 2009 год стал лучшим в карьере Маурисио Викторино. В первой половине года со своим клубом он впервые за 21 год дошёл до полуфинала Кубка Либертадорес. Параллельно «Насьональ» выиграл очередной чемпионский титул в Уругвае. После этого успеха Викторино приобрёл клуб «Универсидад де Чили», который по итогам 2009 года был признан третьей по силе командой Южной Америки. С 2011 года выступает за бразильский «Крузейро». В 2013 году вместе со своей командой стал чемпионом Бразилии. В 2014 году стал игроком «Палмейраса», вернувшегося в элитную Серию чемпионата Бразилии.
Маурисио Викторино вернулся в сборную Уругвая и сразу попал в основу на важнейший стыковой матч против Коста-Рики в гостях. Викторино блестяще сыграл в паре с капитаном сборной Диего Лугано, и Уругвай в итоге сыграл «на ноль», обыграв хозяев со счётом 1:0. Вышел Викторино на замену и в ответном стыковом матче. Уругвайцы сыграли вничью 1:1 и пробились на чемпионат мира 2010 года. В 2011 году вместе со своей сборной стал обладателем Кубка Америки.
Маурисио — племянник нападающего сборной Уругвая 1970—1980-х годов Вальдемара Викторино. Вальдемар являлся официальным представителем-агентом Маурисио.

## Достижения
- Чемпион Уругвая (3): 2005, 2005/06, 2008/09
- Чемпион Бразилии: 2013
- Чемпион Чили: Ап. 2011
- Лига Минейро: 2011
- Лигилья Уругвая: 2008
- Обладатель Кубка Америки: 2011